# Franklin (Arkansas)
Franklin est un village situé dans l’État américain de l'Arkansas, dans le comté d'Izard.